# Hôtel d'Aligre (Rouen)
Pour les articles homonymes, voir Hôtel d'Aligre.
L'hôtel d'Aligre est un hôtel particulier situé à Rouen, en France.

## Localisation
L'hôtel d'Aligre est situé dans le département français de la Seine-Maritime, sur la commune de Rouen, au 30, rue Damiette.

## Historique
Le premier corps de bâtiment à cet emplacement s'appelait l'hôtel des Presses ou hôtel des Étuves, propriété de la riche famille manufacturière Dufour.
Mentionné pour la première fois en 1446, il est reconstruit dans la seconde moitié du XVIe siècle par Guillaume de Fieu.
Guillaume Le Fieu († 9 novembre 1584) était trésorier-secrétaire de Catherine de Médicis puis receveur général de la Généralité de Rouen et enfin maître ordinaire de la Chambre des Comptes de Normandie. Sa fille Marie épousa Pierre de Couldray, sieur de Féville, secrétaire du roi.
C'est dans cet hôtel que réside à la fin du XVIe siècle lord Clarendon, ministre en exil du roi d'Angleterre.
La propriété devient ensuite la possession des Dambray, sieurs de Montigny, puis en 1729 à la famille Godefroy de Senneville. Sous l'Empire, il passe à la famille des marquis de Pomeureu d'Aligre, et le restera jusqu'au milieu du XXe siècle. L'hôtel devient la propriété de la ville de Rouen en 1943. À l'état de quasi-abandon, il est vendu à un promoteur en 1980 et fait l'objet d'une opération immobilière. Les parties historiques ont été sauvegardées et mises en valeur.
L'hôtel est partiellement inscrit au titre des monuments historiques lors de la protection de la façade et des toitures l'hôtel de Senneville en 1958.

## Architecture
L'accès à l'hôtel se fait depuis la rue Damiette, par une porte cochère au no 30. Elle est ornée sur son linteau d'une tête d'Hercule barbu, revêtu de la dépouille du lion de Némée.
Le passage donne accès à une première cour, qui était à l'origine réservée aux services. La grille en fer forgé qui la séparait de la cour d'honneur a aujourd'hui disparu. Enfin, un petit passage permet l'accès à la cour d'honneur.
La façade sur cour en pierre du corps de logis central se compose d'une base correspondant au sous-sol semi-enterré, d'un étage noble qui comprend le rez-de-chaussée surélevé surmonté d'un étage, et la toiture. Des pilastres à bossages avec faux-chapiteaux à palmettes et oves qui ornent la façade sont percés de trois larges ouvertures cintrées au sous-sol; de trois grandes baies, complétées de garde-corps au rez-de-chaussée ; de deux grandes baies à l'étage avec dans la partie centrale un bas-relief composé d'un médaillon ovale flanqué de deux grandes figures accompagnées de masques et de guirlandes. La corniche à ove couronne l'étage, surmonté dans la partie centrale d'un tympan semi-circulaire avec un œil-de-bœuf.
Les ailes de retour sont moins élevées que le corps de logis central.
La façade sur jardin mêle la pierre à la brique. Les chaînes d'angle à bossage de pierre sont associées aux tables saillantes en brique. Une frise sépare le rez-de-chaussée de l'étage. Les fenêtres sont surmontées de consoles à volutes et guirlandes de fleurs tandis que l'étage est agrémenté de têtes de femme et de guirlandes. On accède au rez-de-chaussée par un perron de pierre en fer à cheval, sans garde-corps.
Le jardin comporte dans sa partie centrale un bassin. Détruit pour la construction du parking souterrain, il a été restitué après les travaux.

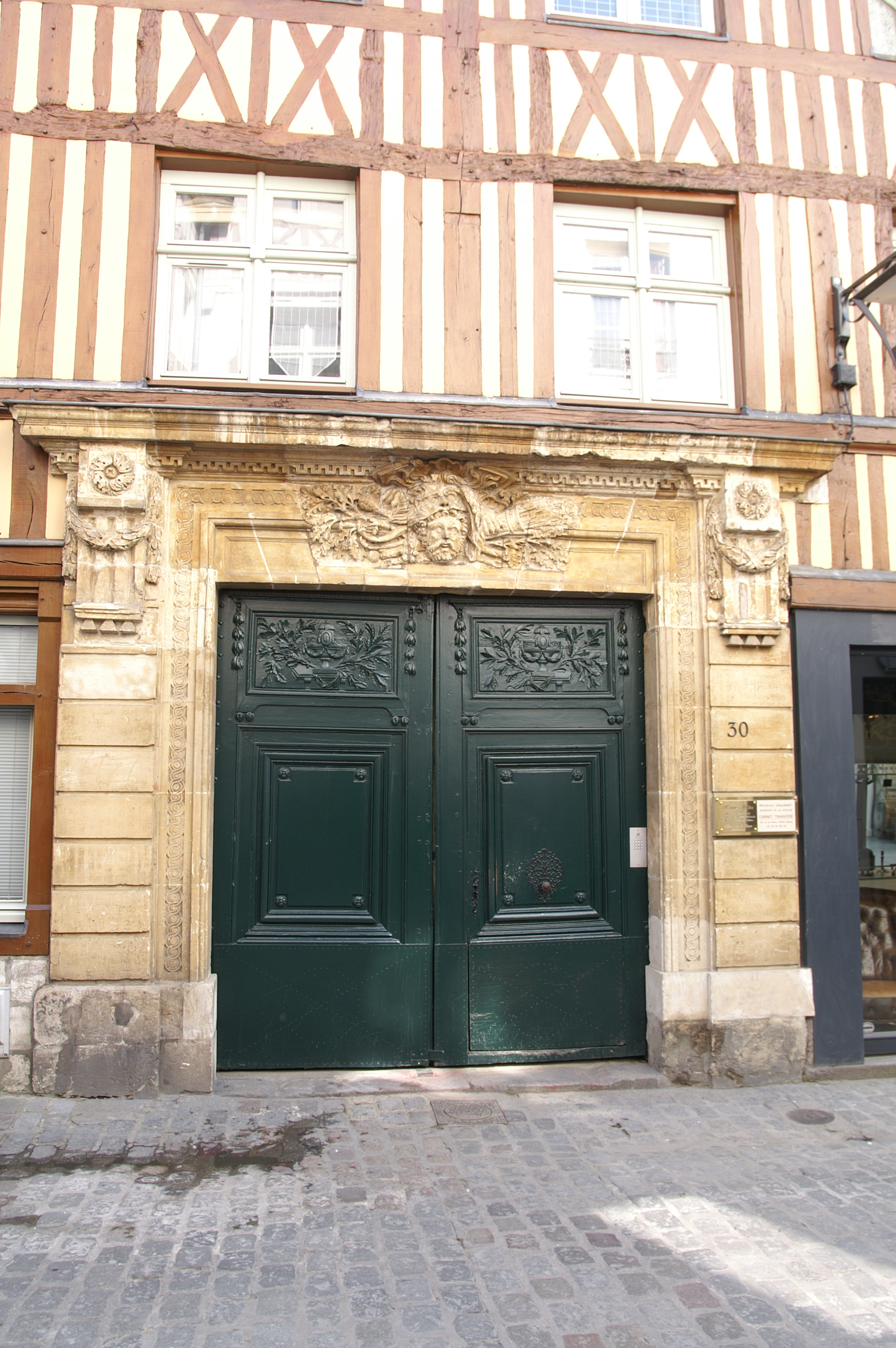
Porte de l’hôtel de Senneville et de l'hôtel d'Aligre.
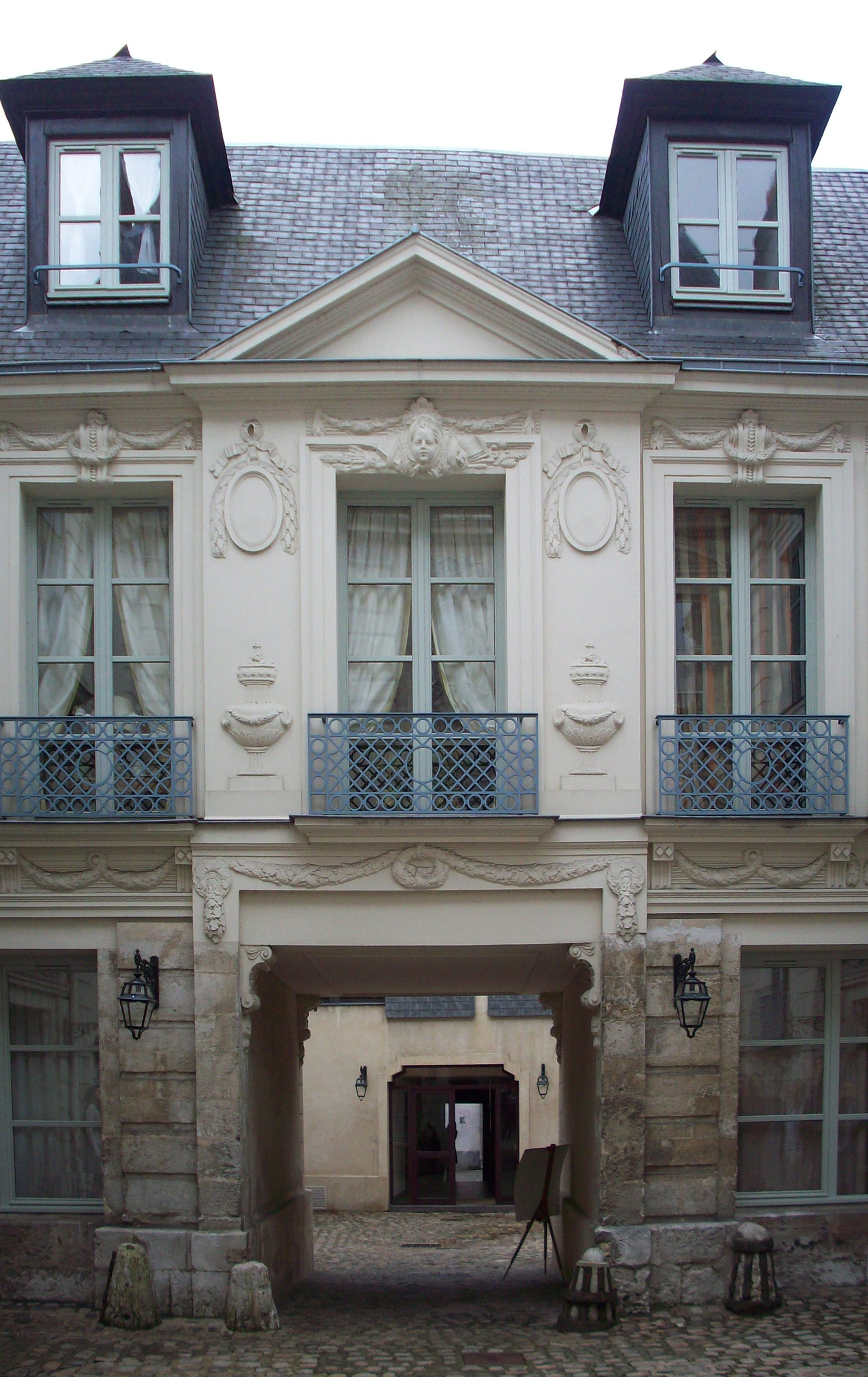
Aile de retour avec le porche d'accès à la cour d'honneur de l'hôtel d'Aligre.
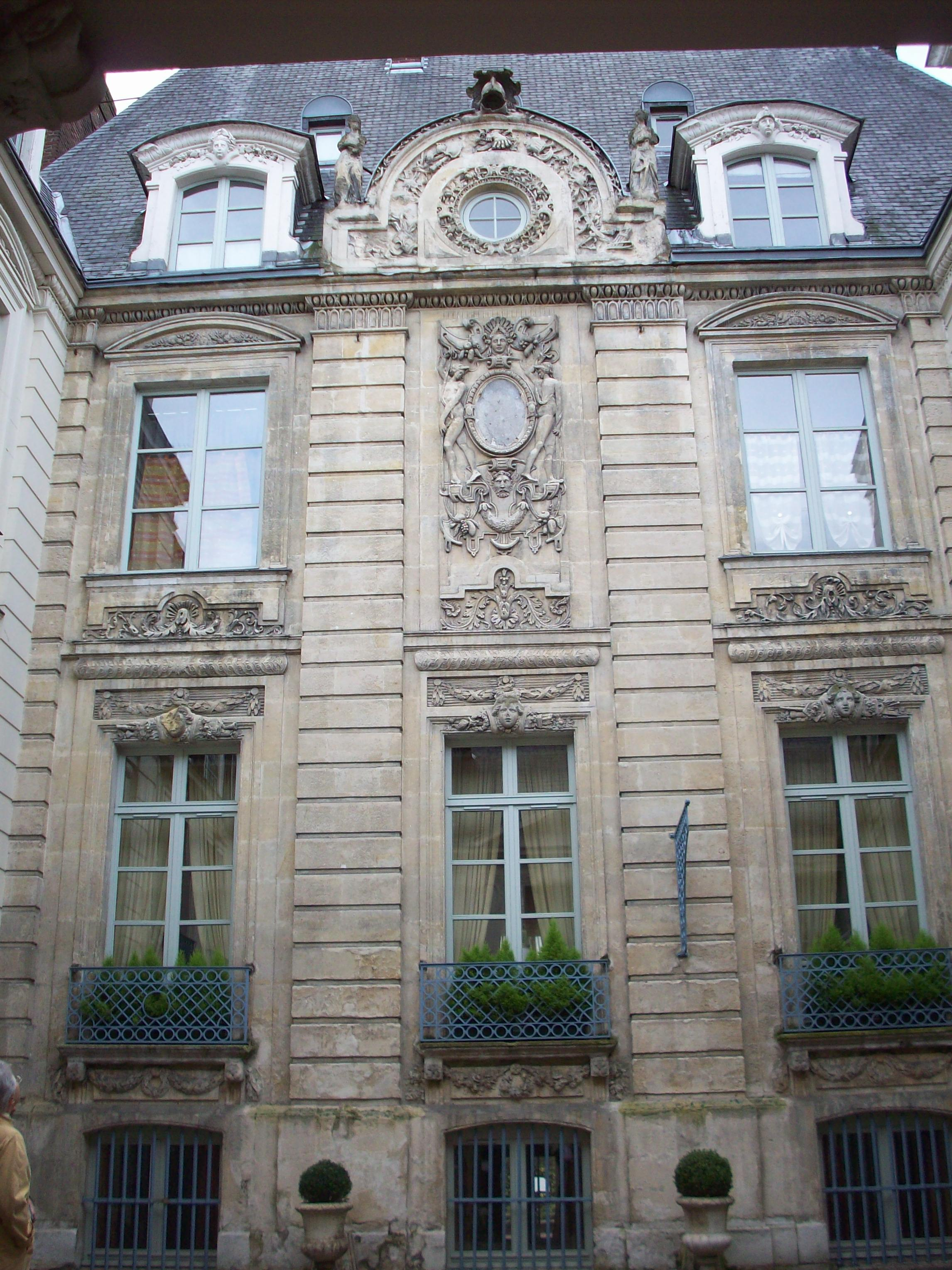
Corps de logis central de l'hôtel d'Aligre depuis la petite cour d'honneur.
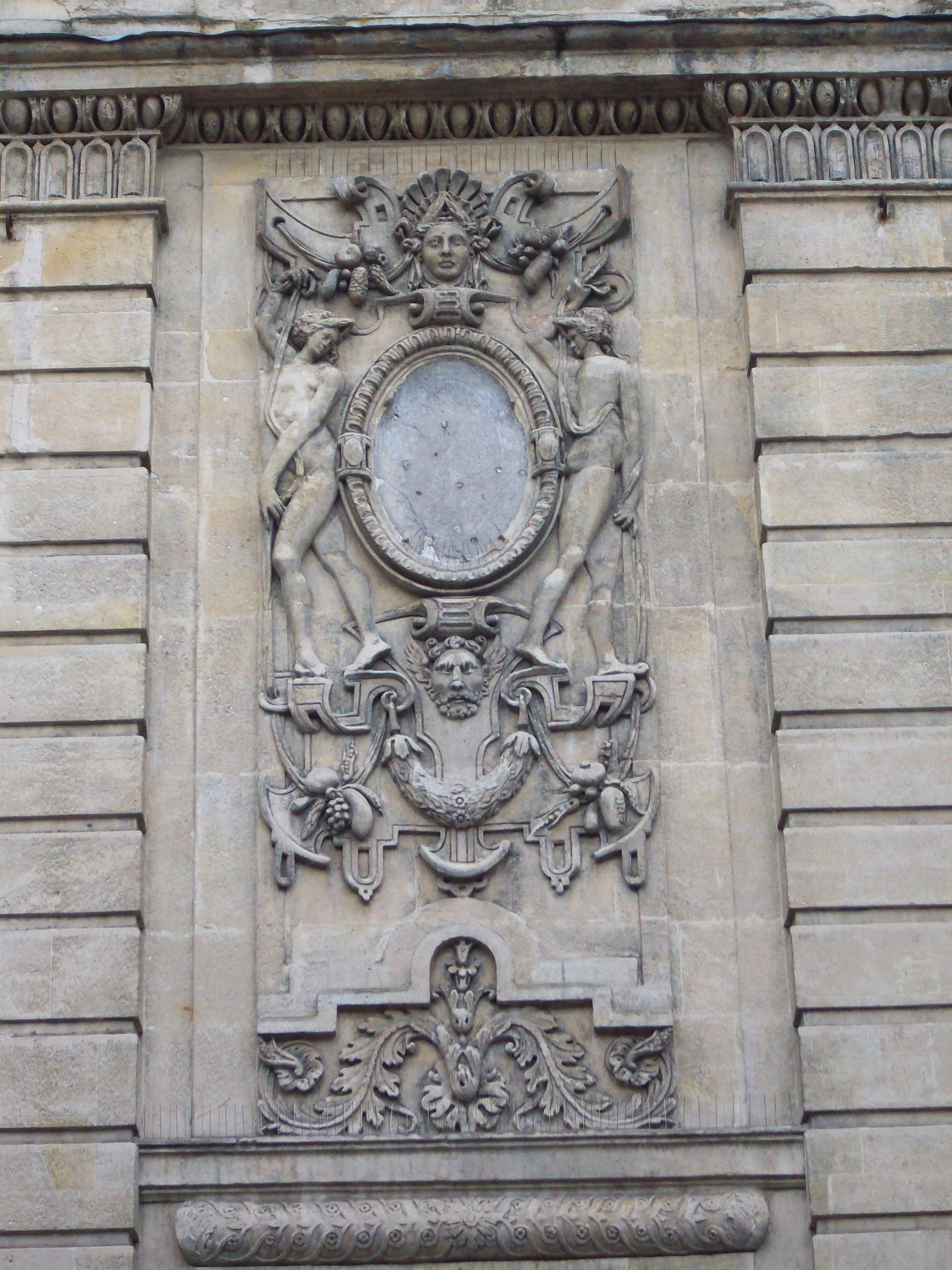
Médaillon sur la façade du corps de logis central.
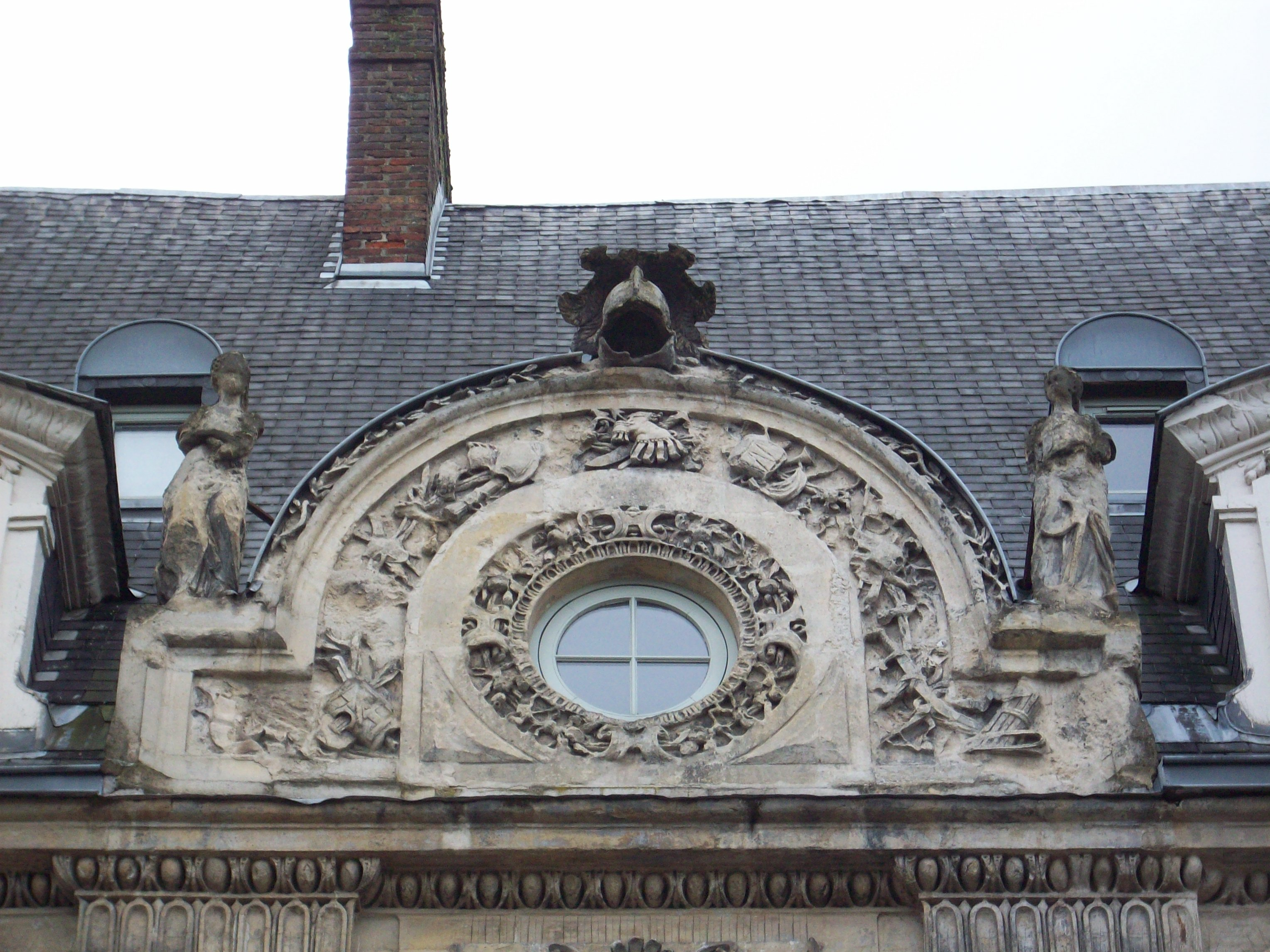
Lucarne en œil de bœuf du corps de logis central.
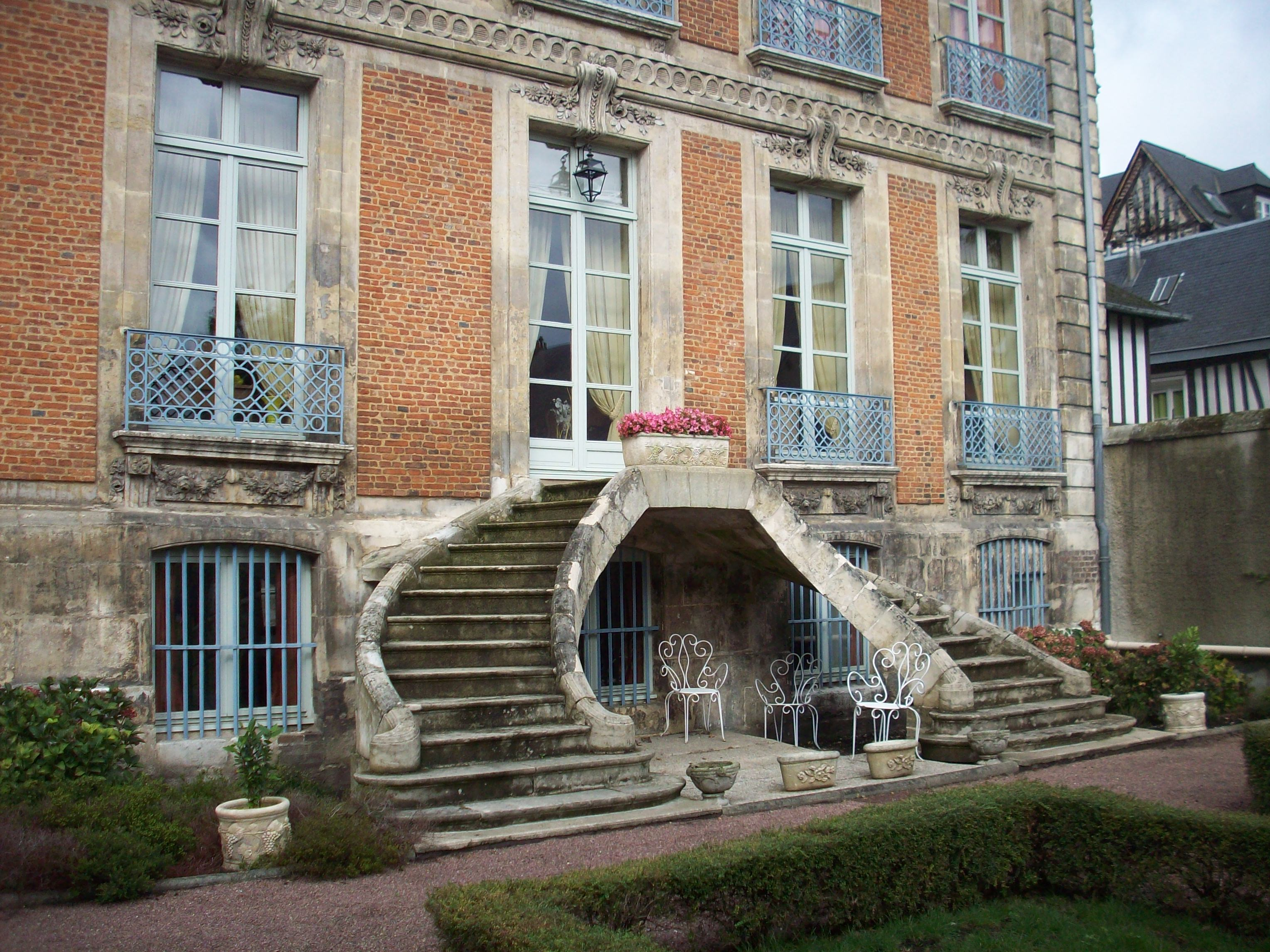
Perron, côté jardin, de pierre à double volées incurvées en fer à cheval.